# Hans Buzek
Johann Buzek, meglio noto come Hans Buzek (Vienna, 22 maggio 1938), è un ex calciatore austriaco, di ruolo attaccante.

## Carriera
Fu capocannoniere del campionato austriaco nel 1956 e nel 1966.

## Palmarès

### Club

#### Competizioni nazionali
- Campionato austriaco: 1

First Vienna: 1954-1955
- Coppa d'Austria: 2

Austria Vienna: 1966-1967
Rapid Vienna: 1971-1972